# Vladimir Krjučkov
Vladimir Alexandrovič Krjučkov (Влади́мир Алекса́ндрович Крючко́в; 29. února 1924 Volgograd – 23. listopadu 2007 Moskva) byl sovětský právník, diplomat a vedoucí KGB, člen politbyra Ústředního výboru Komunistické strany Sovětského svazu. Roku 1991 patřil k vůdcům neúspěšného srpnového puče a stál v čele jeho řídícího výboru.
Krjučkov nejprve pracoval v sovětském justičním systému jako asistent prokurátora, poté promoval na Diplomatické akademii sovětského ministerstva zahraničí a stal se diplomatem. Během let v zahraniční službě se setkal s Jurijem Andropovem, který se stal jeho hlavním patronem. V letech 1974 až 1988 stál Krjučkov v čele zahraniční zpravodajské složky KGB, prvního generálního ředitelství (PGU). Během těchto let se ředitelství podílelo na financování a podpoře různých komunistických, socialistických a antikoloniálních hnutí po celém světě, z nichž některá z nich přišla k moci ve svých zemích a zavedla prosovětské vlády; navíc pod vedením Krjučkova dosáhlo ředitelství významné úspěchy v pronikání do západních zpravodajských agentur, získávání cenných vědeckých a technických informací a zdokonalování technik dezinformace a aktivních opatření. Zároveň však během Krjučkovova funkčního období mělo ředitelství problémy s přeběhlíky, neslo hlavní odpovědnost za povzbuzení sovětské vlády k invazi do Afghánistánu a jeho schopnost ovlivňovat západoevropské komunistické strany se ještě více snížila.
V letech 1988 až 1991 byl Krjučkov sedmým předsedou KGB. Během srpnového puče v roce 1991 byl iniciátorem vytvoření Státního výboru pro mimořádný stav, který zatkl prezidenta Michaila Gorbačova. Po porážce puče byl Krjučkov uvězněn, v roce 1994 ho však Státní duma v amnestii osvobodila. Krjučkova v čele KGB nahradil Leonid Šebaršin.